# رافيل أومياروف
رافيل أومياروف (بالروسية: Умяров, Равиль Фатекович)‏ هو لاعب كرة قدم ومدرب كرة قدم روسي في مركز الهجوم، ولد في 9 يناير 1962 في موسكو في روسيا. لعب مع نادي تيومين ‏.